# Rahn Burton
Rahn Burton (auch Ron Burton, William James Burton, Jabulani; * 10. Februar 1934 in Louisville/Kentucky; † 25. Januar 2013 in New York City) war ein US-amerikanischer Jazzpianist.
Burton lernte mit 13 Jahren Klavier. Er hatte erste professionelle Jobs als Musiker in seiner Heimatstadt, u. a. bei Tommy Walker und Edgar „Eggeye“ Brooks. Seine eigentliche musikalische Laufbahn begann 1953 bei Rahsaan Roland Kirk, mit dem er sechs Jahre lang durch den Mittleren Westen tourte. 1960 kam er nach New York, wo er zunächst als freischaffender Musiker tätig wurde; dann spielte er 1960/61 in der Band von Chris Powell in Syracuse (New York). 1964/65 war er Organist in der Band von George Adams. Nach Engagements in New York, Syracuse und Louisville arbeitete er in Atlanta mit Sirone zusammen.
1967 bis 1973 war er erneut musikalischer Partner von Kirk, mit dem er mehrere Alben aufnahm (darunter Bright Moments 1973) und war mit ihm 1968 auf dem Newport Jazz Festival. 1972 gründete er die eigene Gruppe African-American Connection, u. a. mit Hannibal Marvin Peterson, Roland Alexander, Ricky Ford, Bob Cunningham. In einem Trio mit Walter Booker und Jimmy Cobb veröffentlichte er 1992 das Album The Poem bei DIW Records. Unter dem Titel On Green Dolphin Street brachte er ein Soloalbum heraus. Als Sideman arbeitete Burton weiterhin mit Musikern wie Michael Carvin (ab 1974, Aufnahme 1975), Stanley Turrentine, Leon Thomas, Carlos Garnett, Hannibal Marvin Peterson (ab 1983), Charlie Rouse (1984), Beaver Harris (Aufnahme 1979), Jemel Moondoc, Massimo Urbani und Nicolas Simion  (Aufnahme 1991) zusammen.  In den 1990ern und danach spielte er in New York und arbeitete 2008 bis 2012 in kleinen Gruppen mit dem Schlagzeuger Andy Polay.
Stilistisch ist Burton nach eigenen Angaben von Pianisten im Spektrum von Erroll Garner, Bud Powell bis Andrew Hill beeinflusst.
Seine Komposition Jack the Ripper ist auf dem Album Introducing Roland Kirk (Argo 1960). Er ist auf verschiedenen Filmen mit Kirk zu sehen (Live in 63 and 67, Kongsberg Festival 1967, Frankreich 1972).

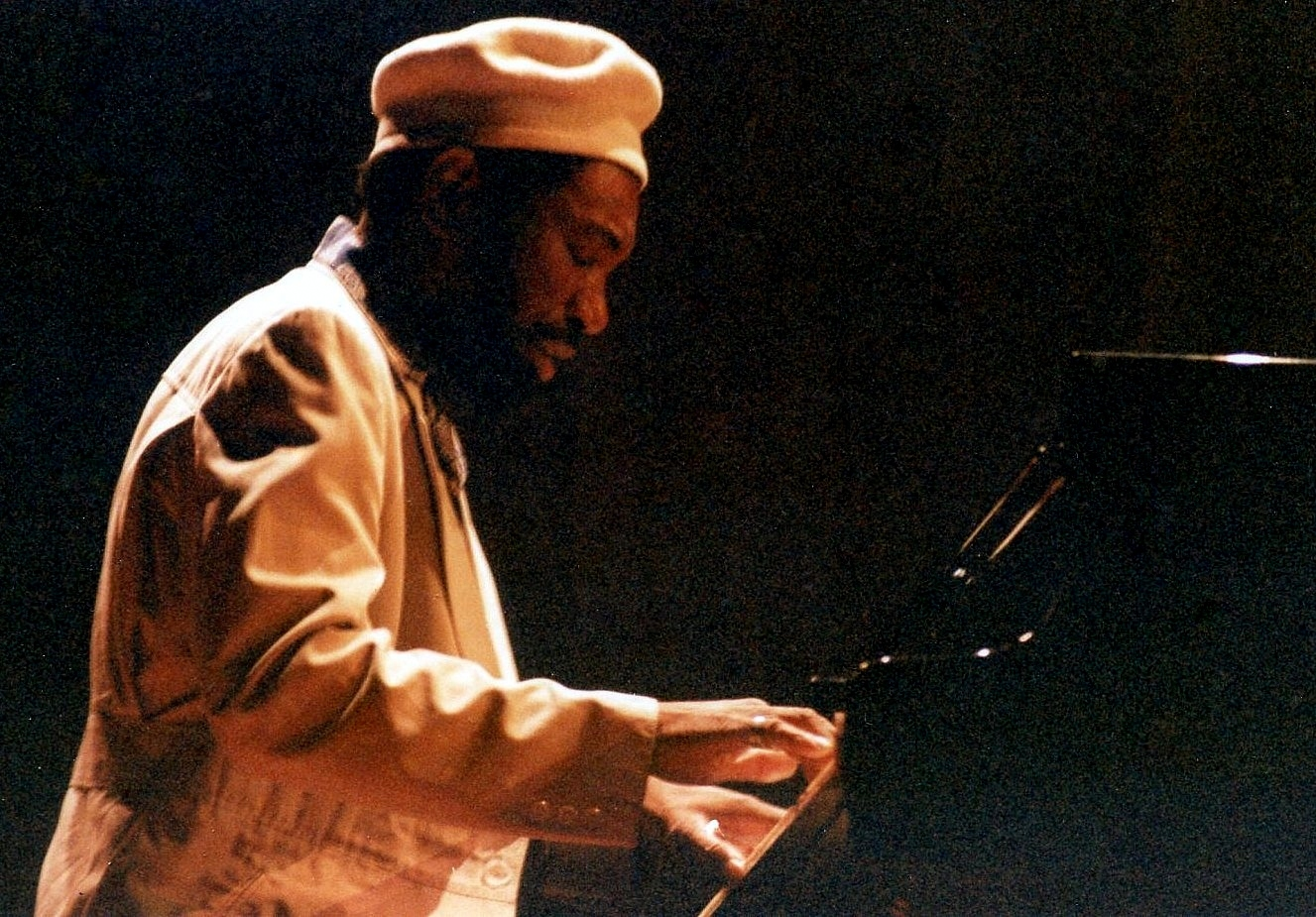

## Lexikalischer Eintrag
- Leonard Feather, Ira Gitler: The Biographical Encyclopedia of Jazz. Oxford University Press, Oxford u. a. 1999, ISBN 0-19-532000-X.
- Barry Kernfeld (Hrsg.), New Grove Dictionary of Jazz